# Ніколає-Белческу (Мехедінць)
Ніколає-Белческу (рум. Nicolae Bălcescu) — село у повіті Мехедінць в Румунії. Адміністративно підпорядковане місту Винжу-Маре.
Село розташоване на відстані 257 км на захід від Бухареста, 33 км на південний схід від Дробета-Турну-Северина, 76 км на захід від Крайови.

## Населення
За даними перепису населення 2002 року у селі проживали 949 осіб, усі — румуни. Усі жителі села рідною мовою назвали румунську.